# Kim Bong-suk
Kim Bong-suk (ur. 9 lutego 1978)  – południowokoreański zapaśnik w stylu klasycznym. Brązowy medalista mistrzostw Azji w 2003 roku. Srebrny medalista mistrzostw świata juniorów w 1996 roku.